# Friedrich Olbricht
Friedrich Olbricht (ur. 4 października 1888 w Leisnig, zm. 21 lipca 1944 w Berlinie) – niemiecki generał.

## Życiorys
Żołnierz I wojny światowej, po jej zakończeniu pozostał w wojsku na stanowiskach sztabowych. W latach 1938–1940 dowodził 24. dywizją piechoty walczącą w Polsce. Od 1940 szef Ogólnego Urzędu Wojsk Lądowych (Allgemeines Heersamt) w Oberkommando des Heeres, od 1943 dodatkowo kierownik Wojskowego Urzędu Uzupełnień (Wehrersatzamt) Naczelnego Dowództwa Wehrmachtu (OKW). Przekonany o katastrofie, do jakiej doprowadzą rządy Hitlera, brał czynny udział w organizowaniu opozycji wśród wyższych oficerów. Zginął rozstrzelany z płk. Stauffenbergiem w noc po zamachu na Hitlera.

## Odznaczenia
- Okucie Ponownego Nadania Krzyża Żelaznego II Klasy[3]
- Okucie Ponownego Nadania Krzyża Żelaznego I Klasy[3]
- Krzyż Honorowy dla Walczących na Froncie[3]
- Krzyż Zasługi Wojennej II klasy z mieczami[3]
- Krzyż Zasługi Wojennej I klasy z mieczami[3]
- Krzyż Rycerski Krzyża Żelaznego (27 października 1939)[3]
- Srebrny Krzyż Niemiecki (1 sierpnia 1943)[3]
- Odznaka za 12-letnią Służbę w Heer[4]
- Order Wojskowy Świętego Henryka[4]